# 米澤嘉圃
米澤 嘉圃（よねざわ よしほ、1906年6月3日 - 1993年7月29日）は、日本の中国美術史学者。 東京大学名誉教授、武蔵野美術大学名誉教授。本名は芳男。

## 来歴
秋田県鹿角郡生まれ。父は鉱山技師の米澤萬陸。旧制暁星中学校、福岡高等学校を経て、1931年に東京帝国大学文学部美学美術史学科を卒業。1935年東方文化学院東京研究所所員、1949年東京大学東洋文化研究所教授、1950年文化財専門審議会委員、『国華』主幹などを務め、1967年定年退官後、武蔵野美術大学学長。1962-66年美術史学会代表。墓所は多磨霊園。

## 著書
- 『中国絵画史研究 山水画論』（平凡社 1962）
- 『米沢嘉圃美術史論集』上下（国華社 1994）

## 論文
- <米澤嘉圃